# Frederiksberg Gasværk
Frederiksberg Gasværk var et gasværk, der forsynede Frederiksberg Kommune med bygas.

## Historie
Det første gasværk på Frederiksberg opstod, da A/S Det Danske Gaskompagni i 1859 indgik en kontrakt med det daværende sogneråd om opførelsen af et gasværk på en grund ved H.C. Ørsteds Vej til forsyning af gas til gadebelysning. Det Danske Gaskompagni var grundlagt af Regnar Westenholz syv år tidligere. Men da gas fra 1890'erne blev indlagt i stadig flere boliger i den voksende kommune, steg forbruget så meget, at sognerådet vedtog at bygge et nyt gasværk på Finsensvej 76 (tidligere Lampevej) ved Flintholm, der stadig var et landligt område. Det nye værk stod færdigt i 1895 og var konstrueret af English & Hanssen.
Gasværket lå altså placeret et par kilometer fra bymæssig bebyggelse og uden offentlige transportmidler for gasværksarbejderne til arbejdspladsen. Det motiverede et ønske om boliger nærmere ved værket, og efter vedtagelsen af en ny lov om statslån til arbejderboliger i foråret 1898, stiftede gasværksarbejderne kort efter en byggeforening, Frederiksberg Gasværks Arbejder Byggeforening, der skulle stå for rejsningen af en boligbebyggelse med flerfamilieshuse omgivet af haver.
Således købte den nyetablerede forening en ca. 9 tdr. land stor grund en lille kilometer fra gasværket nær ved Frederiksberg Have, og 1899-1900 opførte foreningen 45 dobbelthuse og 7 enkelthuse med i alt 194 lejligheder samt en forretningsbygning beliggende ved Peter Bangs Vej, Broderskabsvej, Lighedsvej, Frihedsvej, Jyllandsvej og Folkets Allé. Bebyggelsen kendes i dag som Den hvide by på Frederiksberg.
Arkitekterne bag bebyggelsen var Gotfred Tvede og Olaf Schmidth, som skabte 7 forskellige hustyper med villaagtigt præg i datidens nymodens palæstil. Tvede var også arkitekt for Det danske Gaskompagnis hovedsæde på Gammel Kongevej 120.
1921 udløb Det danske Gaskompagnis kontrakt om gaslevering til kommunen, som dernæst valgte selv at overtage og drive værket. Men gasforbruget vedblev at stige, hvilket krævede både udvidelser og modernisering af produktionsanlægget; ikke mindst under og efter 2. verdenskrig, hvor der bl.a. opførtes nye ovne, et kokssiloanlæg og et tørslukningsanlæg.
I 1962 indgik Frederiksberg Kommune imidlertid en interessentkontrakt med A/S Strandvejsgasværket om levering af gas fra 1. januar 1964, hvorefter Frederiksberg Gasværk lukkede for egenproduktionen af gas og nedlagde produktionsanlægget. Tilbage blev gasbeholderstationen med målerhus, trykstation, renseanlæg, værksted samt 3 gasbeholdere. Den ældste gasbeholder, som var overflyttet fra værket den første værk på H.C. Ørsteds Vej, blev nedrevet 1977. De to øvrige beholdere var fra henholdsvis 1895 og 1912.
I 2000 blev målerhuset og samt én af de to tilbageværende gasbeholdere indsendt som fredningsemne til Skov- og Naturstyrelsen af Landsforeningen for Bygnings- og Landskabskultur med den argumentation, at der var meget få gasbeholdere tilbage i Danmark, og at ingen endnu var blevet fredet. Frederiksberg Kommune havde den 28. februar 2000 givet tilladelse til nedrivning af anlægget, men afgørelsen blev af Landsforeningen og Foreningen til Hovedstadens Forskønnelse påklaget til Naturklagenævnet, der den 3. juli gav klagerne medhold: "Gasbeholderne fremstår på grund af deres særprægede udformning og betydelige størrelse markant i det eksisterende miljø omkring gasværket. Desuden er der betydelige kulturhistoriske interesser knyttet til bygningerne. Nedrivningen af de to gasbeholdere vurderes derfor at ville medføre så væsentlige ændringer i det bestående miljø, at det kræver tilvejebringelse af en lokalplan. Det kan f.eks. ske ved, at spørgsmålet inddrages i den planlagte udarbejdelse af en lokalplan for gasværksgrunden."
Flertallet i Frederiksberg Kommunalbestyrelse med borgmester Mads Lebech i spidsen ønskede ikke gasbeholderne bevaret, da de ikke havde været vedligeholdt i årevis og derfor ville være bekostelige at sætte i stand. Efter at have vurderet sagen indstillede Det Særlige Bygningssyn i 2001 målerhuset og den ene gasbeholder til fredning. Sagen blev imidlertid anket af kommunen til miljøministeren, Svend Auken, der aldrig nåede at afgøre sagen, idet der blev udskrevet folketingsvalg i efteråret 2001.
Da den ny regering kom til blev bygningsbevaringens ressortområde flyttet til den nye Kulturarvsstyrelse, som Brian Mikkelsen blev minister for. Han arvede således sagen og underkendte sagkundskabens afgørelse, idet han droppede fredningen af gasbeholderen. Målerhuset blev dog fredet og er nu eneste levn af gasværket i den nye bydel, der rejser sig i Flintholm, eftersom kommunen i 2002 vedtog en lokalplan, der muliggjorde nedrivning af de to beholdere.